# Жужгесское (сельское поселение)
Жужгесское — упразднённое муниципальное образование со статусом сельского поселения в составе Увинского района Удмуртии.
Административный центр — деревня Большой Жужгес.
Образовано в 2005 году в результате реформы местного самоуправления.
Законом Удмуртской Республики от 17.05.2021 № 48-РЗ к 30 мая 2021 года упразднено в связи с преобразованием муниципального района в муниципальный округ.

## Географические данные
Находится на востоке района, граничит:
- на севере с Кулябинским сельским поселением
- на востоке с Нылгинским сельским поселением
- на юге с Булайским сельским поселением
- на западе с Можгинским и Вавожским районами.

По границам поселения протекает река Вала, а по территории поселения — её притоки Нылга и Лудзя.

## Население
| 2010 | 2012 | 2013 | 2014 | 2015 | 2016 | 2017 |
| ---- | ---- | ---- | ---- | ---- | ---- | ---- |
| 596  | ↗601 | ↗603 | ↗617 | ↘583 | ↘575 | ↘562 |
| 2018 | 2019 | 2020 |      |      |      |      |
| ↗564 | ↘550 | ↘533 |      |      |      |      |

## Населенные пункты
| Название       | Тип населённого пункта          | Население 2007 год | Почтовый индекс | ОКАТО       |
| -------------- | ------------------------------- | ------------------ | --------------- | ----------- |
| Большой Жужгес | Деревня, административный центр | 429                | 427248          | 94244803001 |
| Малый Жужгес   | Деревня                         | 50                 | 427247          | 94244803002 |
| Косоево        | Деревня                         | 81                 | 427247          | 94244803003 |

## Экономика
- СПК «Колхоз им. Свердлова».

## Объекты социальной сферы
- МОУ «Жужгесская средняя общеобразовательная школа»
- МДОУ «Жужгесский детский сад»
- библиотека
- 2 фельдшерско-акушерских пункта
- 2 Клуба